# Riu Boyne
El Boyne és un riu a la província de Leinster (Irlanda), el curs del qual recorre 112 quilòmetres. Neix a Trinity Well, Newbury Hall, a la vora de Carbury, Comtat de Kildare, i discorre cap al nord-est travessant el Comtat de Meath fins a desembocar en el mar d'Irlanda a l'altura de Drogheda. És un riu pesquer amb abundant salmó i truita.
Malgrat el seu curt recorregut, el Boyne ha estat important per a la història, l'arqueologia i la mitologia irlandesa. Passa a prop de l'antiga ciutat de Trim, el castell de Trim, i el Pujol de Tara (antiga seu del Gran rei d'Irlanda), Navan, el pujol de Slane, Newgrange, Brú na Bóinne, (llocs d'importància arqueològica), Mellifont Abbey i la ciutat medieval de Drogheda. A la vall del Boyne es troben d'altres monuments històrics i arqueològics com a Loughcrew, Kells, creus celtes, castells i d'altres. La batalla del Boyne va tenir lloc a la vora del riu el 1690.
El riu es coneix des de temps antics. El geògraf grec Ptolemeu va dibuixar un mapa d'Irlanda al segle II que incloïa el Boyne, al qual va anomenar Bovinda, i temps després Giraldus Cambrensis el va anomenar Boandus. Pel que fa a les llegendes, va ser en aquest riu on Fionn Mac Cumhaill va capturar Fiontán, el Salmó del coneixement. Segons F. Dinneen, lexicògraf del gaèlic irlandès, el nom del riu prové de la deessa Boann de la mitologia celta ('reina' o 'deessa'), i «Boyne» és una forma anglicitzada del nom.